# Łużki (rejon szarkowszczyński)
Łużki (biał. Лужкі) – wieś na Białorusi położona w obwodzie witebskim, w rejonie szarkowszczyńskim.
Siedziba parafii prawosławnej (pw. Narodzenia Matki Bożej) i rzymskokatolickiej (pw. św. Michała Archanioła).
Prywatne miasto szlacheckie położone było w końcu XVIII wieku w województwie połockim.

## Historia
Pierwsza pisemna wzmianka o majątku Łużki sięga 1519 roku. W różnych okresach, miejscowość była w posiadaniu Sapiehów, Żaby, Czapskich i Platerów. Według administracyjno-terytorialnej reformy w latach 1565–1566, Łużki stały się częścią prowincji połockiej.
W 1741 roku Walerian Żaba ufundował kościół i klasztor dla Zgromadzenia Księży Szkół Pobożnych (pijarów). W latach 1744–1756 trwała budowa kościoła. W 1744 roku otwarto kolegium pijarskie, a później bibliotekę. 14 stycznia 1745 roku z mocy przywileju króla Augusta III Sasa Łużki otrzymały status miasteczka.
W 2 połowie XVIII wieku Tadeusz Żaba (prawdopodobnie) wybudował w Łużkach wielki klasycystyczny pałac, który przetrwał do II wojny światowej. Majątek w Łużkach jest opisany w 1. tomie Dziejów rezydencji na dawnych kresach Rzeczypospolitej Romana Aftanazego.

### Okres zaborów
W rezultacie II rozbioru Rzeczypospolitej Obojga Narodów w 1793 roku Łużki stały się częścią imperium rosyjskiego. Łużki stały się centrum parafii w dekanacie dziśnieńskim w guberni mińskiej, a od 1842 roku w województwa wileńskiego. Kościół i klasztor w latach 1741–1798 znajdował się w diecezji wileńskiej. W 1794 roku zbudowano murowany kościół. W 1799 roku kolegium pijarskie kształciło 130 uczniów. W latach 1798–1849 parafia i klasztor znajdowały się w diecezji mińskiej. W 1829 roku w klasztorze mieszkało 7 zakonników i 3 kleryków.
Podczas powstania listopadowego miasteczko stało się centrum powstania w powiecie dziśnieńskim. 13 kwietnia 1831 roku ogłoszono akt przystąpienia powiatu dziśnieńskiego do powstania i powołano komitet powstańczy z Romualdem Podbipietą z Plisy na czele. Dowódcą oddziału został Walenty Brochocki z Głębokiego, weteran wojen napoleońskich. Pod koniec kwietnia oddział liczył 3 tysiące ochotników, wyszkolonych przez 18 zbiegłych podoficerów armii carskiej, pochodzenia polskiego. Wśród nich byli hrabiowie Julian i Ferdynand Plater. 6 maja oddział wyruszył na Dzisnę, która została zdobyta. 15 maja zgrupowało się w Łużkach około 10 tysięcy powstańców z Dzisny, Głębokiego i Łużek. Wobec zbliżającego się rosyjskiego okrążenia wojska podzieliły się i wyruszyły w różne strony.
W 1832 roku majątek ziemski pijarów, jako fundusz kolegium wynosił 13 wiosek z 330 poddanymi. Rok później skasowano klasztor i zamknięto kolegium z 6 klasową szkołą. W 1835 roku kościół został opuszczony, a w 1840 roku erygowano parafię przy kościele popijarskim. W latach 1849–1889 parafia znajdowała się w diecezji wileńskiej. W 1862 roku otwarto szkołę publiczną. W 1863 roku parafia św. Michała Archanioła w Łużkach liczyła 1719 wiernych. Od 1886 roku w mieście był młyn wodny, stacja poczty konnej, dom modlitwy, szkoły publiczne, browar i 14 domów. W 1901 roku otwarto szkołę carską. W latach 1904–1914 administratorem majątku Gorodziec-Łużki był późniejszy generał major carskiej armii Stanisław Bułak-Bałachowicz, ochotnik w Wojsku Polskim w wojnie 1920 i 1939 roku. Właścicielem majątku był wówczas hrabia Plater-Sieberg.

### II Rzeczpospolita
W dniach 6–7 czerwca 1920 r. wojsko polskie stoczyło pod Łużkami wygraną bitwę z wojskami sowieckimi. Po podpisaniu traktatu ryskiego w 1921 roku Łużki znajdowały się na terenie II Rzeczypospolitej w ówczesnym powiecie dziśnieńskim, w województwie wileńskim (siedziba gminy Łużki). Łużki stanowiły garnizon macierzysty batalionu KOP „Łużki”. 11 listopada 1932 roku na terenie koszar garnizonowych odsłonięto pomnik Józefa Piłsudskiego. W okresie międzywojennym wybudowano budynek szkoły powszechnej.
Podczas okupacji hitlerowskiej, jesienią 1941 roku Niemcy utworzyli getto dla żydowskich mieszkańców. Przebywało w nim około 1000 osób. 7 lipca 1942 roku Niemcy zlikwidowali getto, a Żydów zamordowano w okolicach miasteczka. Sprawcami zbrodni byli białoruscy policjanci nadzorowani przez oddział SD pod dowództwem Heinza Tangermanna.
3 lipca 1942 roku Niemcy aresztowali i zamordowali proboszcza parafii ks. Adama Masiulanisa. W 1950 roku Rosjanie aresztowali proboszcza ks. Antoniego Zierałko, w wyniku czego przez 6 następnych lat parafia nie miała proboszcza. W 1958 roku ks. Antoni Zierałko wyjechał do Polski. W 1988 roku zwrócono kościół wiernym, w następnym roku przeprowadzono remont kościoła.

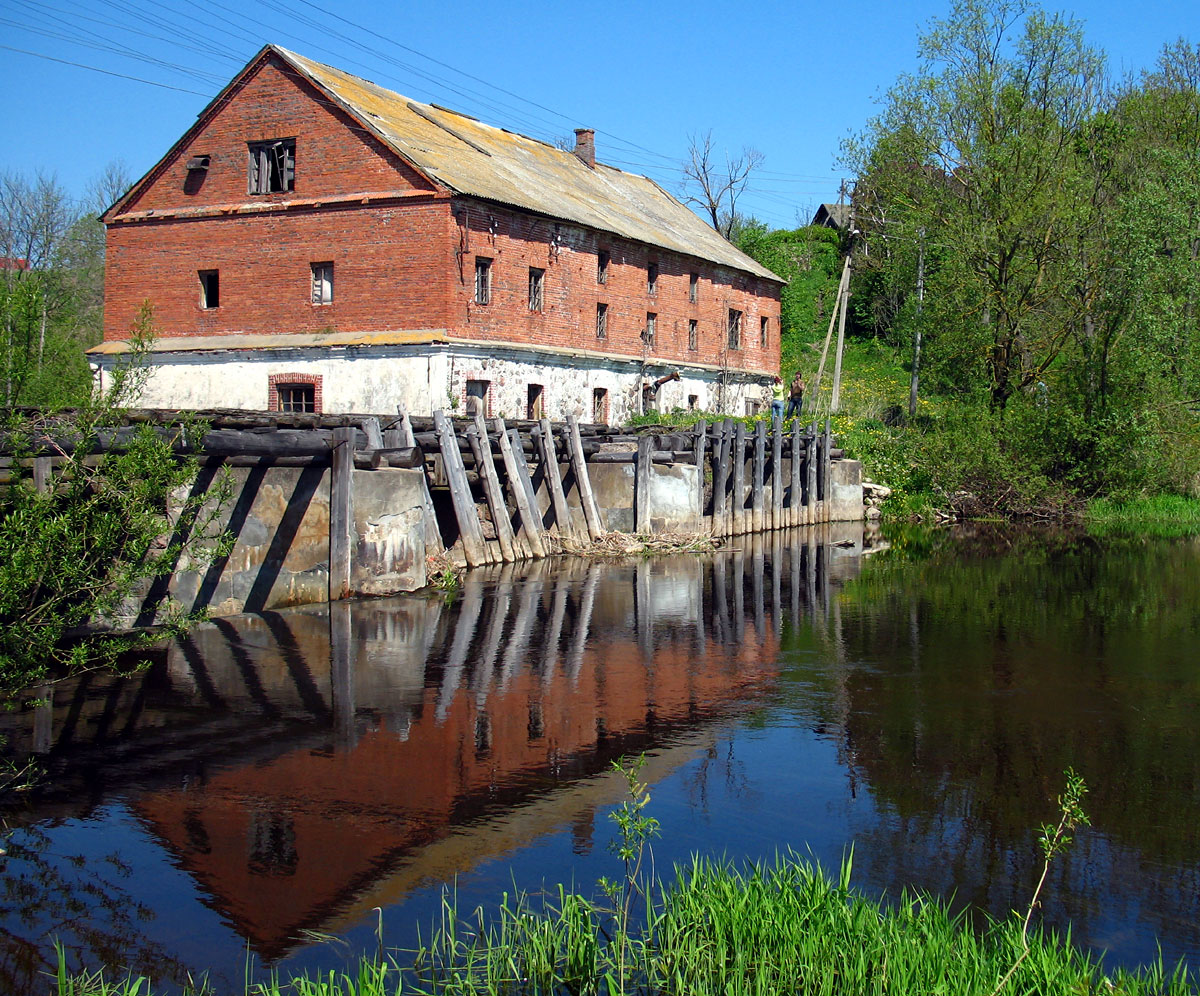
Młyn wodny z XIX w

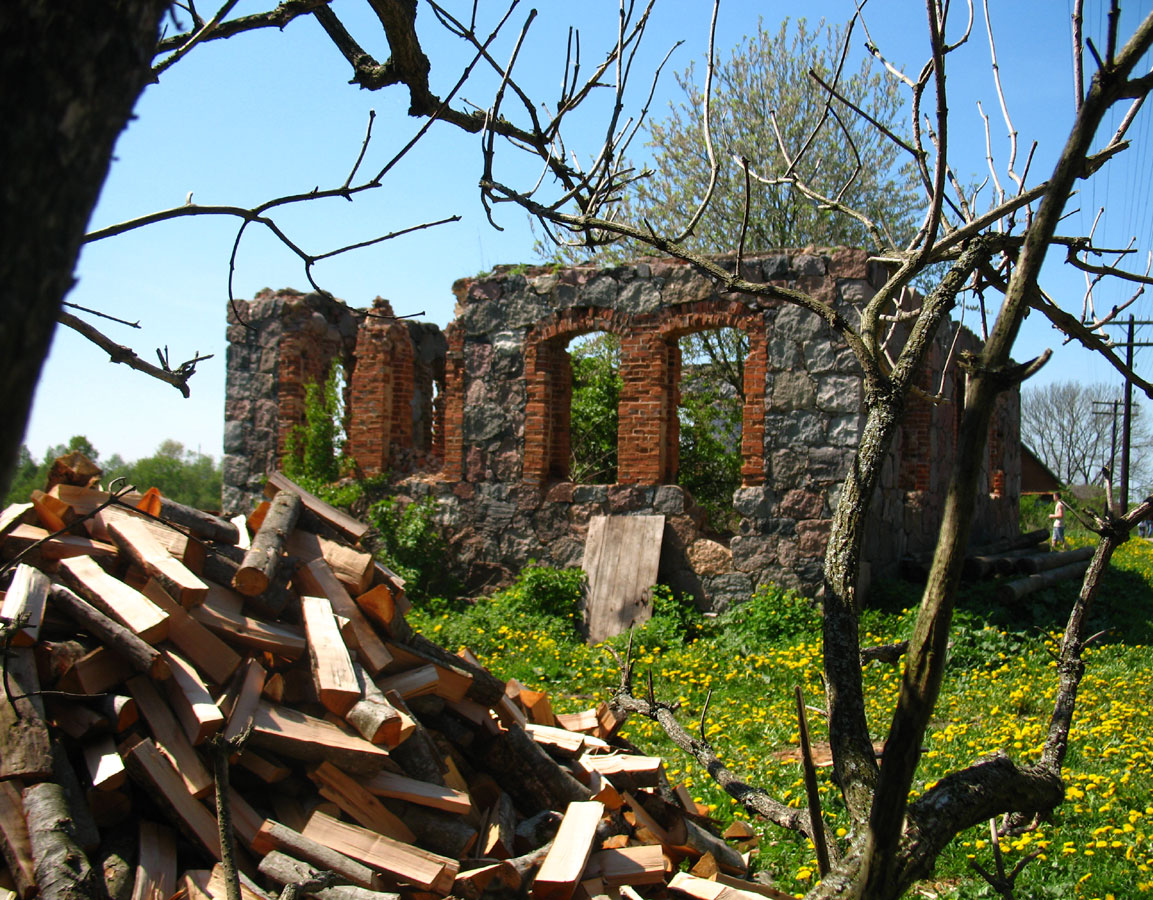
Ruiny synagogi z XIX w

W 1939 roku Łużki zostały zajęte przez Armię Czerwoną i znalazły się w Białoruskiej SRR. 12 października 1940 roku stały się siedzibą rady wiejskiej. Status miasteczka spadł do wioski.

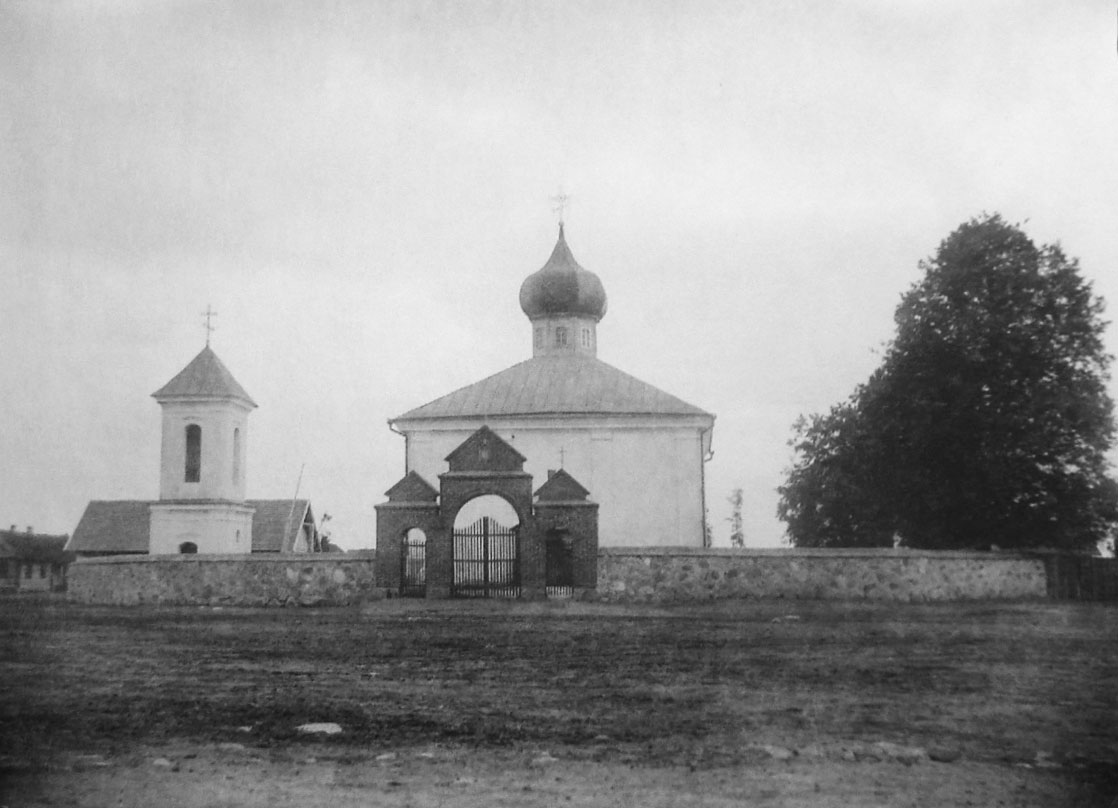
Cerkiew Narodzenia NMP, pocz. XX wieku

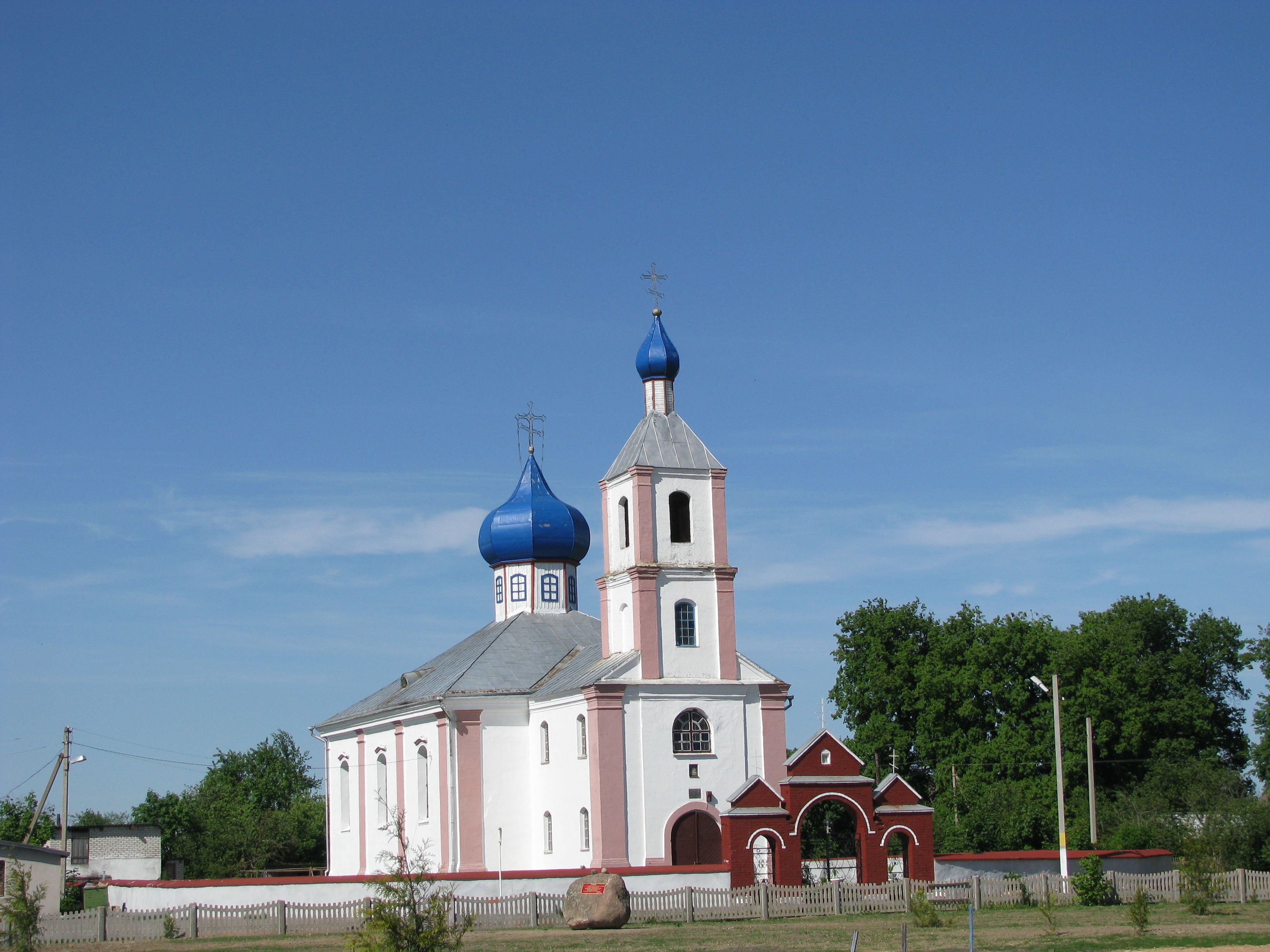
Cerkiew Narodzenia NMP

### Obecnie
Od 1991 roku jest wioską w Republice Białorusi.

## Zabytki
- kościół rzymskokatolicki pw. św. Michała Archanioła, 1744–1756
- cerkiew prawosławna pw. Narodzenia Matki Bożej, 1794, rozbudowana w 1934 roku, parafialna
- młyn wodny, XIX w.
- synagoga, XIX w., obecnie w ruinie
- cmentarz polskich żołnierzy poległych w wojnie polsko-bolszewickiej w 1920 roku.

## Ludność
Największą liczbę ludności w Łużkach odnotowano w 1921 roku.

## Związani z Łużkami
- Eliezer ben Jehuda (1858–1922) – urodzony w Łużkach, twórca współczesnego języka hebrajskiego.